# Joelson José Inácio
Joelson José Inácio, mais conhecido como Joelson ou ainda Inácio (Ibitinga, 10 de julho de 1983), é um ex-futebolista brasileiro que atuava como atacante.

## Carreira
Nascido no Brasil, Joelson seguiu para a Itália aos 13 anos de idade junto com o seu irmão mais velho e também jogador de futebol Inácio Piá. Joelson iniciou sua carreira profissional no Atalanta aonde, em 2001-02 foi vice-campeão do Campeonato Nacional da Primavera com o time Sub-20. Na temporada 2002-03, ele seguiu para o Pavia por empréstimo. Em junho de 2004, o Atalanta negociou Joelson com o AlbinoLeffe, onde se juntou aos ex-companheiros de equipe Mauro Belotti, Perico Gabriele e Mauro Minelli.
Após o encerramento do seu contrato com o AlbinoLeffe, Joelson foi reforçar o elenco do Reggina. Na temporada 2008-09 Joelson partiu por empréstimo para o Pisa, mas voltou ao Reggina na temporada seguinte. Fez apenas uma partida e foi mais uma vez emprestado ao Grosseto.
Em meados de 2010, Joelson partiu para Benevento. Em janeiro de 2011 ele assinou com o Cremonese, juntamente com Gabriele Aldegani. Como parte do acordo, Marco Paoloni transferiu-se para Benevento. Em novembro de 2011 Joelson voltou a atuar com o seu irmão Piá no Pergocrema. Em 24 de agosto de 2012, foi anunciado como reforço do Siena.
Em setembro de 2012, Joelson foi suspenso por dois anos e meio devido ao envolvimento no escândalo de manipulação de resultados do futebol italiano.